# Addio, mia bella Napoli!
Addio, mia bella Napoli! è un film del 1946 diretto da Mario Bonnard.
La trama riguarda la storia d'amore tra un compositore di canzoni napoletane e una giovane turista americana. La canzone "Addio, mia bella Napoli" è del maestro Nicola Valente.

## Trama
Un compositore di canzoni napoletane si innamora di una giovane turista americana. I due vivono una storia d'amore fin quando la ragazza non è costretta a ripartire. Con il cuore infranto il ragazzo le dedica una delle più belle canzoni.

## Produzione
Il film, a carattere musicale, rientra nel filone dei melodrammi sentimentali, comunemente detto strappalacrime, allora molto in voga tra il pubblico italiano, in seguito ribattezzato dalla critica con il termine neorealismo d'appendice.

## Distribuzione
Il film ha avuto una distribuzione regionale nel corso del 1946.
Negli Stati Uniti d'America è uscito nel 1947 con il titolo Farewell, My Beautiful Naples.

## Accoglienza
Il film ha incassato 90.000.000 di lire dell'epoca.

## Opere correlate
La pellicola è il remake sonoro dell'omonimo film muto diretto da Giuseppe De Liguoro nel 1917.